# Aire coutumière de Nouvelle-Calédonie

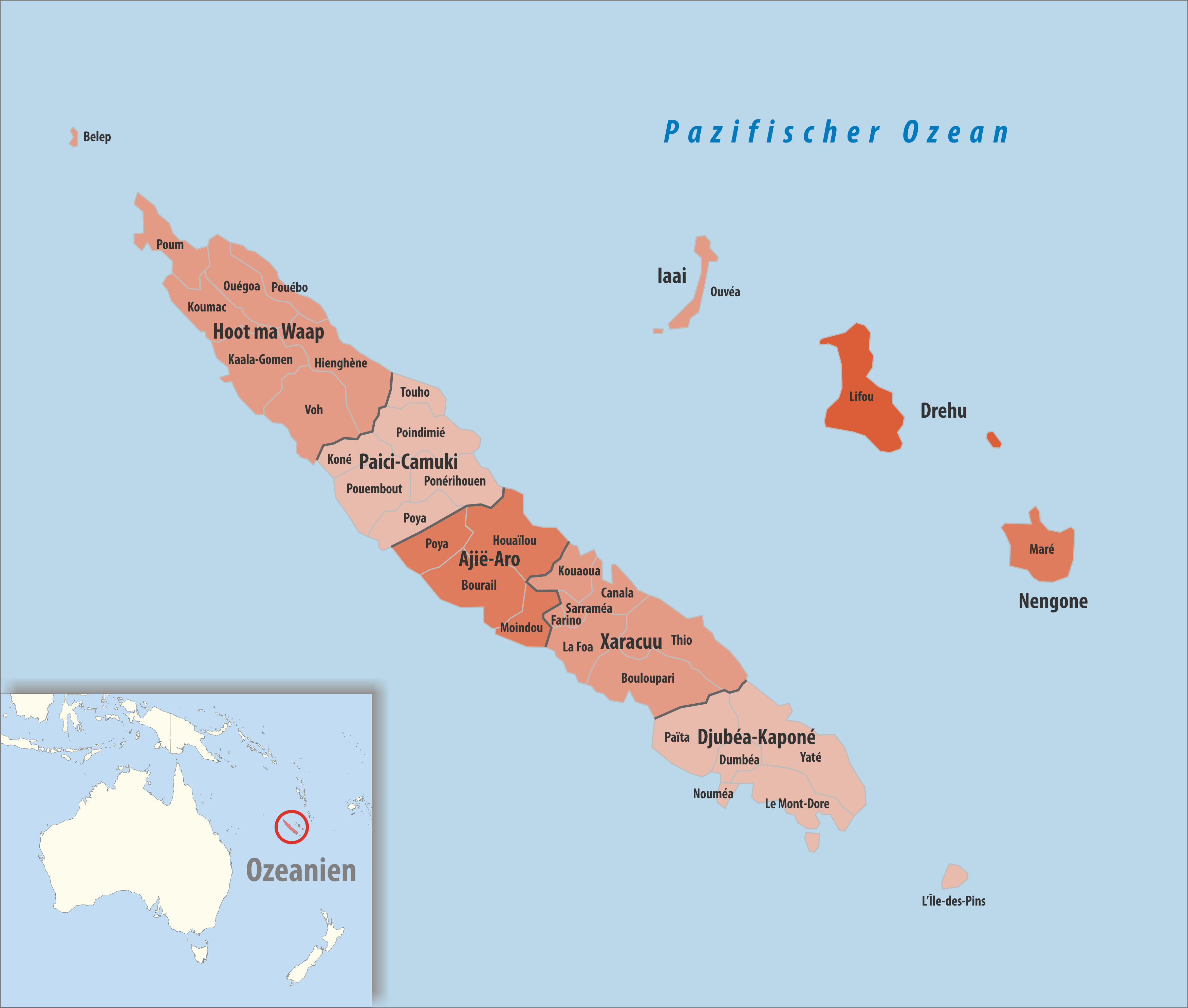
Carte des aires coutumières de Nouvelle-Calédonie.

L'aire coutumière est une subdivision spéciale et parallèle aux subdivisions administratives de la Nouvelle-Calédonie, créée par les Accords de Matignon en 1988 et dont le fonctionnement institutionnel est fixé aujourd'hui par la loi organique n° 99-209 du 19 mars 1999 relative à la Nouvelle-Calédonie. Elles regroupent les personnes kanak de statut civil personnel particulier, ne relevant pas du droit commun, et sont donc compétentes pour les affaires de droit privé liées à ce statut, les terres coutumières et les questions relatives aux langues et à la culture kanak. Les aires sont à leur tour divisées en districts coutumiers.

## Les aires coutumières
- Ajië-Aro: centre de la Grande Terre, à cheval sur les Provinces Nord et Sud, comprend les communes de Bourail, Houaïlou, Moindou et de quatre tribus sur les six de Poya. Les langues kanak qui y sont parlées appartiennent au groupe centre, mais aucune ne dépasse les 600 locuteurs, à l'exception de l'ajië parlé à Houaïlou par plus de 4 000 personnes (c'est l'une des quatre langues ouvertes à l'enseignement).
- Djubéa-Kaponé: elle correspond à l'extrémité sud de la Grande-Terre et à l'île des Pins, et comprend les communes de Nouméa, même si le chef-lieu du Territoire ne contient aucune tribu, de Dumbéa, Païta, du Mont-Dore, de Yaté et de l'île des Pins. Toutes les langues kanak du groupe sud y sont parlées, dont la principale est le numèè parlée à Yaté, île des Pins et île Ouen par moins de 2 000 personnes.
- Drehu: correspond à Lifou et à Tiga dans les Îles Loyauté, désigne ainsi à la fois l'aire coutumière, le nom mélanésien de l'île et de ses habitants ainsi que la langue parlée par ceux-ci, de loin la plus répandue en nombre de locuteurs (plus de 11 000) de toutes les langues kanak (l'une des quatre langues ouvertes à l'enseignement).
- Hoot ma Waap: la plus étendue géographiquement, elle correspond à l'extrémité nord de la Grande-Terre et aux îles Belep. Elle comprend les communes de Belep, Hienghène, Kaala-Gomen, Koumac, Ouégoa, Pouébo, Poum et Voh. Les 11 langues et dialectes kanak du groupe nord y sont parlés, mais aucun ne dépasse les 2 000 locuteurs.
- Iaai: l'île d'Ouvéa dans les Îles Loyauté. Elle donne son nom à la langue mélanésienne parlée par un peu plus de 1 500 locuteurs sur cet atoll. L'autre langue parlée, le faga uvea, est une langue polynésienne encore utilisée par environ 1000 personnes.
- Nengone: l'île de Maré dans les Îles Loyauté, le nengone désignant à la fois l'île, ses habitants et la langue kanak parlée par ceux-ci (plus de 6 000 locuteurs, c'est l'une des quatre langues mélanésiennes ouvertes à l'enseignement).
- Paici-Camuki: aire située en Province Nord sur la Grande Terre entre les aires Hoot ma Waap au nord et Ajië-Aro au sud. Elle s'étend sur les communes de Koné, Poindimié, Ponérihouen, Pouembout, Touho et sur deux des six tribus de Poya. Elle tire son nom des deux langues kanak principales qui y sont parlées et qui appartiennent toutes deux au groupe du Centre: le paicî, parlé par près de 5 500 locuteurs sur la commune de Poindimié surtout et l'une des quatre langues kanak ouvertes à l'enseignement, et le cèmuhî ou camuki utilisé par un peu plus de 2 000 personnes à Touho. Le haeke est parlé dans le nord-ouest vers Koné, et le vamale et le pije sont parlés dans les tribus près de la frontière nord-est.
- Xaracuu: aire située essentiellement en Province Sud mais aussi un peu en Province Nord, entre les aires d'Ajië-Aro au nord et de Djubéa-Kaponé au sud, elle s'étend sur les communes de Boulouparis, Canala, Farino (qui ne contient aucune tribu), Kouaoua, La Foa, Sarraméa et Thio. Elle tire son nom de la principale langue kanak parlée dans cette aire, le xârâcùù, parlé par près de 3 800 personnes surtout à Canala. Les deux autres langues ne dépassent pas les 600 locuteurs.

## Fonctionnement institutionnel
Il s'agit donc d'une subdivision coutumière propre aux tribus kanaks.

### Le Conseil coutumier
Chaque aire est représentée par un Conseil coutumier (Section 2 du Chapitre IV du Titre III de la loi organique), consultatif, dont les membres sont désignés selon des règles propres à chaque aire. En fait, chaque tribu désigne ses représentants à ce conseil selon les us et coutumes de l'aire et sous le contrôle du conseil des Anciens des chefferies (ou tribus), pour un mandat généralement de trois ans. Pour les trois aires des îles Loyauté, l'élection de ces représentants se fait au niveau des conseils de districts. Les chefs, présidents de conseils de districts et grand-chefs sont membres de droit de ce Conseil coutumier. Ensuite, les membres du Conseil élisent leur bureau (président, vice-président, secrétaire, secrétaire adjoint, trésorier et trésorier adjoint) pour la durée du mandat (généralement trois ans).
Voici la liste des présidents des aires coutumières :
- Ajië-Aro : 
  - 2000 - 2002 : Jean-Marie Hovereux, ancien d'une tribu de Moindou.
  - 2003 - 2005 : Jean Boanemoi de Bourail.
  - 2006 - 2008 : Mickaël Meureureu-Gowe, indépendantiste ancien membre du FLNKS, de Poya, le premier de langue Ajië.
  - 2009 - 2011 : Daniel Boawé, tribu de Nessakoéa (Houaïlou).
  - 2012 - 2013 : Maxime Nékiriaï, président du district coutumier de « Muéo », tribu de Nékliaï (Poya).
  - 2013 - 2016 : Adrien Diroua, président du district de Mwarru, ancien de la tribu de Table d'Unio, ancien conseiller municipal FCCI de Moindou de 2001 à 2008.
  - 2016 - 2019 : Charles Gaspard, coutumier du district de Ny et de la tribu d'Azareu (Bourail).
  - 2019 - ... : Reia Moinburu, président du district de Bas-Nindhia (Houaïlou).
- Djubéa-Kaponé : la règle est d'alterner entre une chefferie « Djubéa » (nord du Mont-Dore, Dumbéa ou Païta) et une chefferie « Kaponé » (grand sud : île Ouen, Yaté, île des Pins) pour la présidence. Cette règle n'est toutefois pas officielle. 
  - décembre 1999 - décembre 2002 : Clément Païta, grand-chef de Païta (langue djubéa),
  - décembre 2002 - décembre 2008 (deux mandats) : Hilarion Vendégou, grand-chef et maire Rassemblement-UMP de l'Île des Pins (langue kwênyii, pays kaponé),
  - décembre 2008 -  : Vincent Kamoadji (Pont-des-Français - Saint-Louis, langue tayo, pays djubéa).
- Drehu : la présidence du Conseil coutumier est attribuée pour un mandat de trois ans, renouvelable indéfiniment : le grand-chef du district de Loessi Charles Evanès Boula (actuel président) l'exerce depuis 1996. Depuis la fin de l'année 2005, les deux vice-présidences sont exercés par les deux autres grands-chefs, celui du district de Wetr Paul Sihazé (actuel 2e vice-président et sénateur coutumier) et celui du district de Gaitcha Pierre Matr Oigoué Zéoula (actuel 1er vice-président et sénateur coutumier). Ces deux derniers sont également sénateurs coutumiers depuis la fin de l'année 1999. Le bureau exécutif est complété par un secrétaire.
- Hoot ma Waap : 
  - 2000 - 2005 : André Thean-Hiouen, grand chef d'Arama à Poum et ancien président Union calédonienne du Sénat coutumier de 1999 à 2000, qui a retrouvé au terme de son mandat, à la fin de l'année 2005, un mandat de 5 ans de sénateur coutumier.
  - 2006 -          : Didaco Nonghaï.
- Iaai : 
  - 1999 - 2002 : Ambroise Doumaï (grand-chef de Mouli).
  - 2002 - 2005 : Daniel Nekelo (grand-chef de Saint Joseph)
  - 2005 - 2008 : Ambroise Doumaï (grand-chef de Mouli)
  - 2008 -          : Auguste Daoumé (du district de Fayaoué)
- Nengone : 
  - 1999 - 2002 : Jean Yeiwéné (grand-chef de Tadine)
  - 2002 - 2005 : Paul Jewine (grand-chef de Medu)
  - 2005 -          : Louis Troubé Djalo (grand-chef de Pénélo)
- Paici Camuki : 
  - 2000 - 2005 : Anselme Poragnimou.
  - 2005  : Samy Goromido.
  - 2006 - 2008 : Isaac Poarairiwa.
  - 2009 -          : Pascal Bouillon.
- Xaracuu : 
  - 2000 - 2011 : Joseph Oundo.
  - 2011 -          : François Luneau.